# 1億3000万人のSHOWチャンネル
『1億3000万人のSHOWチャンネル』（いちおくさんぜんまんにんのショーチャンネル）は、日本テレビ系列で2021年（令和3年）1月16日から2024年（令和6年）3月16日まで土曜日の21:00 - 21:54に放送されていたバラエティ番組であり、司会を務める櫻井翔（嵐）の冠番組。

## 概要
嵐の活動休止に伴い、2020年12月26日をもって放送終了した『嵐にしやがれ』の後継番組としてスタート。MCは同メンバーの櫻井が務め、スタッフは前番組である『嵐にしやがれ』からの続投組が大半を占めている。
芸能人から一般人まで老若男女1億3000万人が胸に秘めている「やってみたい」、「見てみたい」、そして「見たくなる」1行企画を広く募り、それを実行する様子を「映像マニア」でもある櫻井が『SHOWチャンネル』の「局長」として鑑賞し、時には一番のプレーヤーとしてチャレンジしていくというものであった。
『嵐にしやがれ』に引き続いてプロデューサーを担当する國谷茉莉が本番組のコンセプトについて、「櫻井さんは、エンターテインメントの顔でありながら、キャスターとしてニュース番組を、司会としてスポーツや音楽番組を熱くクールに仕切るなどとにかく多彩ですが、私たちが感じる櫻井さんの魅力は、『様々な分野に対しての知的探求心』『愛すべきチャーミングなお人柄』『熱く語りかけて導くリーダーシップ性』などなどで、そんな櫻井さんの魅力を存分にお伝えしつつ、さらに欲張って、新たな魅力を最大限引き出して行きたい!という発想のもと生まれました。」と語っている。
放送開始から2月13日放送分まではセットがなくグリーンバックを背に、背景にはスタジオセットに似せたCGを合成していたが2月20日放送分から正式なスタジオセット（一部は終了時の『嵐にしやがれ』で使用していたメインセットを塗り直して流用）が完成し、通常のスタジオにセットを組んでの収録となった。
また、前番組の『嵐にしやがれ』と同様、何れも毎年夏季に放送される『24時間テレビ』のメインパーソナリティー、『THE MUSIC DAY』、『ベストアーティスト』の内容を発表している。
2022年9月3日からのタイトルロゴが『全国ご当地ニュースバラエティー SHOWチャンネル』に変更され、番組内容とスタジオセットの一部がリニューアルされた。
2024年3月16日をもって放送終了。これに伴い2010年4月に開始した『嵐にしやがれ』から14年間、さらに日本テレビにおける嵐及びそのメンバーの冠番組としては2001年10月に開始した『真夜中の嵐』から数えて22年半の歴史に幕を閉じた。同年4月から土曜21時台のバラエティ枠と水曜22時台の『水曜ドラマ』と枠交換する形で、土曜21時台はドラマ枠『土ドラ9』となり、水曜22時台はバラエティ番組の『世界頂グルメ』が開始された。
終了後には入れ替わりに特別番組として放送されている。

## 出演者

### MC
- 櫻井翔（嵐）

### レギュラー
羽鳥・小峠・吉村以外は週替わりで出演。ほか、企画のプレゼンターとしてロケを行うケースもある。
- 羽鳥慎一（フリーアナウンサー）- 2022年8月までは、主に進行を担当。「腹ぺこクイズ」では解答者として出演。

- 小峠英二（バイきんぐ）
- 吉村崇（平成ノブシコブシ） - 「名店レシピ」、「腹ぺこクイズ」では進行を務める。

- 児嶋一哉（アンジャッシュ）
- いとうあさこ（お笑いタレント）
- ガンバレルーヤ（まひる・よしこ）
- ハリセンボン（近藤春菜・箕輪はるか）
- 長州力（元プロレスラー）
- 武藤敬司（プロレスラー）

### アシスタント
- 岩田絵里奈 (2023年4月15日 - ) [7]

## 過去の出演者

### アシスタント
隔週で担当。
- 浦野モモ（2022年9月3日 - 2023年3月25日）[8][9]
- 林田美学（2022年9月17日 - 2023年3月18日）

## 主な企画
大人の社会科見学
櫻井、羽鳥、吉村、小峠らが、毎回異なるテーマに沿って記念館や史跡、名所を巡る。スタジオや旅の道中ではご褒美をかけてクイズに挑戦する「デスマッチ」→「腹ぺこクイズ」を踏襲した企画が設けられている。

### 過去の企画
一部の企画は、リニューアル後も不定期で行われている。
悪い顔選手権
チョコレートプラネットのYouTubeの企画でもある悪い顔選手権を色んな芸能人で行う。
今さら聞けないTikTok講座!
TikTokをあまり知らない芸能人がTikTokについてTikTokerから教わり、実際にやってみるもの。
ピザトラの旅
櫻井がイチから作った、ピザ窯を乗せた軽トラックを使って全国を巡る旅。
田中圭の和菓子推進委員会
本を出版するほどの和菓子好きの田中圭が、和菓子の素晴らしさを伝える企画。
長州力・武藤敬司の楽して行ける秘湯旅
長州、武藤の行きたいところに行く旅。2022年1月29日放送分からは、バイきんぐの小峠も参加する場合がある。
〇〇の会
一風変わった趣味趣向、人とは違った癖（へき）を同じくする芸能人の方々が集まり、トークを繰り広げる企画。
人生チャート
ロサンゼルス・エンゼルスの大谷翔平が高校時代にマンダラチャートに8つのキーワードを記載し、努力を重ねてプロ野球選手になる夢を叶えたのが由来で、ゲストの人生で重要な8つのエピソードを秘蔵映像とともに振り返り、ゲストがいかなる人間かに迫る企画。
日本全国神様シリーズ
その道を極める神様たちに直撃する企画。
日本全国今夜のご馳走を求めて!港町チャンネル
全国の港町から旬のごちそうとご当地の話題をお取り寄せする企画。
日本全国今夜の晩ご飯を求めて!地元飯チャンネル
2022年6月11日放送分から始まり、日本全国の地元の人が愛する地元飯を3品紹介し、その中から1品をスタジオにお届けして試食する企画。
話題の会社に潜入シリーズ
2022年4月30日放送分から始まり、都内の〇〇で話題の会社に潜入して取材する企画。
潜入!学生寮シリーズ
2022年5月21日放送分から始まり、日本全国の各高等学校を訪れて寮生活の1日お手伝いをする企画。
腹ぺこクイズ対決
2022年7月23日放送分から始まり、『嵐にしやがれ』の「デスマッチ」から改題された企画。デスマッチ同様に先に料理のVTRが流れ、クイズに挑戦し、正解するとVTRで紹介された料理を試食する事が出来る。先に正解した解答者との料理のシェアも可能（新しい料理を頼む事も可能）である。最後まで残った2人は、ゲームもしくはクイズに挑戦して、負けてしまった人は食べられない。進行は吉村崇。
SHOW channel 日本全国ヘッドライン
2022年9月3日放送分から始まり、リニューアル後のメインコーナー。全国各地のご当地ニュースをヘッドライン形式で紹介する。
ご当地ニュース旅!
2022年10月22日放送分から始まり、櫻井と小峠が日本全国47都道府県の旬なニュースを届ける企画。2022年10月22日放送分では櫻井が2022年9月14日に新型コロナウイルスに感染して欠席し、2022年9月21日に仕事復帰した関係で、羽鳥が代理でロケに参加した。
超多趣味のヒロミ&超無趣味の櫻井が行く!大人の100科目
2023年4月22日放送分から始まり、超無趣味の櫻井が超多趣味のヒロミの趣味を体験する企画。
名店のあの味を完全再現!名店レシピ
櫻井が名店の料理に挑戦し、どれだけ近づけるかという企画。2022年9月17日放送分からは櫻井が所属する同じ嵐のメンバー及び事務所の先輩や後輩がゲストで出演する際、櫻井とチームを組む場合も有る編成が導入された。

## 放送日程

### 特番の放送日程
1. 2024年5月12日「SHOWチャンネル大人の社会科見学SP」（15:00〜16:25）[11]
2. 2024年6月22日「SHOWチャンネル大人の社会科見学SP」（21:00〜21:54）[12]
3. 2024年10月27日「SHOWチャンネル大人の社会科見学SP」（14:35〜16:00）[13]
4. 2024年12月30日「SHOWチャンネル大人の社会科見学SP」（14:00〜16:00）[14]
5. 2025年4月5日「SHOWチャンネル クイズ・大人の社会科見学」（21:00〜21:54）[15]

## ネット局
| 放送対象地域   | 放送局                    | 系列                          | 放送日時                     | ネット状況 | 備考     |
| -------------- | ------------------------- | ----------------------------- | ---------------------------- | ---------- | -------- |
| 関東広域圏     | 日本テレビ（NTV）         | 日本テレビ系列                | 土曜 21:00 - 21:54           | 制作局     | 制作局   |
| 北海道         | 札幌テレビ（STV）         | 日本テレビ系列                | 土曜 21:00 - 21:54           | 同時ネット |          |
| 青森県         | 青森放送（RAB）           | 日本テレビ系列                | 土曜 21:00 - 21:54           | 同時ネット |          |
| 岩手県         | テレビ岩手（TVI）         | 日本テレビ系列                | 土曜 21:00 - 21:54           | 同時ネット |          |
| 宮城県         | ミヤギテレビ（MMT）       | 日本テレビ系列                | 土曜 21:00 - 21:54           | 同時ネット |          |
| 秋田県         | 秋田放送（ABS）           | 日本テレビ系列                | 土曜 21:00 - 21:54           | 同時ネット |          |
| 山形県         | 山形放送（YBC）           | 日本テレビ系列                | 土曜 21:00 - 21:54           | 同時ネット |          |
| 福島県         | 福島中央テレビ（FCT）     | 日本テレビ系列                | 土曜 21:00 - 21:54           | 同時ネット |          |
| 山梨県         | 山梨放送（YBS）           | 日本テレビ系列                | 土曜 21:00 - 21:54           | 同時ネット |          |
| 新潟県         | テレビ新潟（TeNY）        | 日本テレビ系列                | 土曜 21:00 - 21:54           | 同時ネット |          |
| 長野県         | テレビ信州（TSB）         | 日本テレビ系列                | 土曜 21:00 - 21:54           | 同時ネット |          |
| 静岡県         | 静岡第一テレビ（SDT）     | 日本テレビ系列                | 土曜 21:00 - 21:54           | 同時ネット |          |
| 富山県         | 北日本放送（KNB）         | 日本テレビ系列                | 土曜 21:00 - 21:54           | 同時ネット |          |
| 石川県         | テレビ金沢（KTK）         | 日本テレビ系列                | 土曜 21:00 - 21:54           | 同時ネット |          |
| 中京広域圏     | 中京テレビ（CTV）         | 日本テレビ系列                | 土曜 21:00 - 21:54           | 同時ネット |          |
| 近畿広域圏     | 読売テレビ（ytv）         | 日本テレビ系列                | 土曜 21:00 - 21:54           | 同時ネット |          |
| 鳥取県・島根県 | 日本海テレビ（NKT）       | 日本テレビ系列                | 土曜 21:00 - 21:54           | 同時ネット |          |
| 広島県         | 広島テレビ（HTV）         | 日本テレビ系列                | 土曜 21:00 - 21:54           | 同時ネット |          |
| 山口県         | 山口放送（KRY）           | 日本テレビ系列                | 土曜 21:00 - 21:54           | 同時ネット |          |
| 徳島県         | 四国放送（JRT）           | 日本テレビ系列                | 土曜 21:00 - 21:54           | 同時ネット |          |
| 香川県・岡山県 | 西日本放送（RNC）         | 日本テレビ系列                | 土曜 21:00 - 21:54           | 同時ネット |          |
| 愛媛県         | 南海放送（RNB）           | 日本テレビ系列                | 土曜 21:00 - 21:54           | 同時ネット |          |
| 高知県         | 高知放送（RKC）           | 日本テレビ系列                | 土曜 21:00 - 21:54           | 同時ネット |          |
| 福岡県         | 福岡放送（FBS）           | 日本テレビ系列                | 土曜 21:00 - 21:54           | 同時ネット |          |
| 長崎県         | 長崎国際テレビ（NIB）     | 日本テレビ系列                | 土曜 21:00 - 21:54           | 同時ネット |          |
| 熊本県         | くまもと県民テレビ（KKT） | 日本テレビ系列                | 土曜 21:00 - 21:54           | 同時ネット |          |
| 大分県         | テレビ大分（TOS）         | 日本テレビ系列 フジテレビ系列 | 土曜 21:00 - 21:54           | 同時ネット |          |
| 鹿児島県       | 鹿児島読売テレビ（KYT）   | 日本テレビ系列                | 土曜 21:00 - 21:54           | 同時ネット |          |
| 福井県         | 福井放送（FBC）           | 日本テレビ系列                | 日曜 0:55 - 1:49（土曜深夜） | 遅れネット | [ 注 2 ] |
| 沖縄県         | 琉球放送（RBC）           | TBS系列                       | 日曜 14:00 - 14:55           | 遅れネット |          |

### 過去のネット局
- テレビ宮崎（UMK） - フジテレビ系列、日本テレビ系列、テレビ朝日系列。火曜 20:00 - 20:54に放送されていたが、2023年3月をもって打ち切り。

## スタッフ（2024年3月16日時点）
- 企画・演出：古立善之（日本テレビ）
- ナレーター：朝倉崇、やちたえこ（共に2022年9月3日-）/ 林田尚親[注 3]
- 構成：桜井慎一、木南広明
- 美術：高野泰人
- デザイン：北村春美
- 電飾：池田大輔(介)
- 大道具：竹村頼
- 小道具：米山幸市（テレフィット）
- モニター：ジャパンテレビ
- TM：今村公威（日本テレビ）
- SW：三井隆裕、岡田勇輝、渡辺(邉)滋雄【週替り】
- CAM：伊藤孝浩
- MIX：中村宏美、亘美千子【週替り】
- VE：山口考志、笈川太、向山江梨佳【週替り】
- 照明：小川勉、市川朋樹、名取孝昌【週替り】
- 音効：保苅智子・鶴巻香奈（bulbulbird）
- TK：木下渚
- 編集：佐藤弘一（スタジオヴェルト）
- MA：丸山輝幸（スタジオヴェルト）
- デスク：津下佳子
- リサーチ：亀田貴誠・中村栞（フォーミュレーション）【週替り】
- スタイリスト：櫻井賢之
- 美術協力：日テレアート
- CG：森三平
- 技術協力：NiTRo、ヌーベルバーグ、東京オフラインセンター【毎週】、セッターズ、コスモ・スペース、レゾック、アイ・ティー・ビー、BeZERO、金沢映像センター、ノーステレビスタッフ、DEEP、札幌映像プロダクション、マイシャ、J-Crew、極東電視台、ティ・ピー・ブレーン、プロメディア新潟、ナック・ビジュアル、411 JAPAN、エスパシオ、ディープ、ライズ・アップ、ytv Nextry、Groovy、テック、CTV MID ENJIN、Zeta、オフィスバンビー、VIC、ライズカンパニー、ドローン東京、MITZ、KKTイノベート、だだだ、プラス02、EYEZEN、テーク・ワン、ピースリー本舗、東北映像、EAT、BULL BULL【週替り】
- ディレクター：黒川勝功・佐々木万由子・関口拓・中村文彦（日本テレビ）、久保田奈津子、宮本将孝（極東電視台）、前田晋平（てっぱん）、白石公太・内出有布（Sp!ce Factory）、髙橋敦宣（D-Craft）、佐藤智之、柳田翼・木下誠・田中克弥・牧野郁人・矢吹竜也・春山正宏（モスキート）、阿出川聡、伊澤翔太・今成直人・近藤優人・今井希（いまじん）、川上渡・松尾郁弥・加藤健太（AX-ON）、久島拓也、松尾俊哉、則武有希子、田邊諒 / 佐藤努、川久保遊祐、秋元恵莉、戸澤俊、安達滉、和田貴文、月舘侑希、伊藤志帆、佐野梓紗、西村恵衣、髙(高)橋果歩、福原茉奈、坪井友成、池之上隼太（いまじん）、齊藤七恵、鈴木愛梨沙、志賀巧、岡田史也、五十嵐慧、長戸あすか、桑島知大、湯本夏輝、杉原玲、植木果南、鈴木悠里、齋藤真咲、月岡楓雅、枡村チャンリカ裕美、小野愛莉、宮﨑亜沙実、大久保茜、尾崎優太、藤野隼哉、永井玲名、大川菜月、藤口和也、廣井唯翔、鶴野邑、富田直也、酒井萌美、松井志穂、松本宝佳、斉藤鈴乃、木下美夢、藤井竜也【週替り】（佐藤・今井・髙橋敦・安達・和田・月舘・髙橋果・池之上・湯本・則武→2021年9月まではAD、長戸→2021年10月30日-、五十嵐→2021年11月27日-、齊藤→2021年12月4日-、松尾→2022年1月22日-、黒川・秋元→2022年4月23日-、佐野・西村→2022年6月25日-、戸澤→2023年1月14日-、伊藤志→2023年1月21日-、中村文・柳田・松尾俊・久島・牧野・藤口→一時離脱►復帰、福原・坪井→2023年1月28日-、鈴木愛・志賀→2023年2月11日-、桑島・杉原→2023年2月18日-、植木→2023年2月25日-、矢吹・鈴木悠→2023年6月3日-、齋藤真・月岡→2023年6月10日-、枡村～尾崎→2023年6月17日-、藤野→2023年6月24日-、永井・大川→2023年7月8日-、藤口・廣井→2023年7月29日-、藤口→以前はAD、近藤・鶴野→2023年9月2日-、春山→2023年9月9日-、2022年12月まで担当一時離脱►復帰、田邊→2023年9月23日-、富田→2023年9月30日-、酒井→2023年10月28日-、松井→2023年11月4日-、松本→2023年11月11日-、斉藤鈴→2023年11月18日-、木下美・藤井→2023年11月25日-）
- チーフ／ディレクター：猪股由太郎（Sp!ce Factory）、野満一朗太、渡辺邦宏・石﨑史郎（日本テレビ、渡辺→2022年4月23日-、以前は週替りチーフD）、尾之上祐太・仲西正樹（モスキート）、黒石岳志（いまじん）、鈴木和昭（AX-ON）【週替り】
- プロデューサー：杉山直樹（日本テレビ） / 影山幸子（モスキート）、古賀絢子【毎週】、佐藤理恵・入江若菜（てっぱん）、岩田真奈美（Sp!ce Factory）、村越多恵子・海老名和香（モスキート）、大橋あり・前多由香（いまじん）、森下典子（AX-ON）/ 杉本ルリ子、張瑋容、袴田有美、佐々木啓実、髙橋孝平・稲葉芳士（モスキート）、田中もも、梶屋菜津美、笹村啓太（いまじん）、塩水可菜子、畑のぞみ、小暮美帆【週替り】、平山美由紀（モスキート）【毎週】（杉本・張・袴田・佐々木・髙橋孝・田中も・塩水→2021年9月までは週替りAP、平山→2021年9月までは毎週AP、村越→2021年11月6日-、杉山→2022年2月12日-、梶屋→2022年6月11日-、笹村→2023年2月11日-、以前は週替りAP►一時離脱►復帰、畑→2023年4月22日-、稲葉→2023年5月27日-、前多→2023年7月8日-、小暮→2023年11月11日-）
- チーフプロデューサー：遠藤正累（日本テレビ、2023年6月3日-）
- 制作協力：モスキート、AX-ON、いまじん、てっぱん、Sp!ce Factory
- 製作著作：日テレ

### 過去のスタッフ
- ナレーター：佐藤賢治、窪田等、森富美（日本テレビアナウンサー) / 立木文彦[注 4]
- 美術：葛西剛太
- 大道具：田中庸之
- TM：望月達史（日本テレビ）
- TD：吉﨑慶（2023年3月25日・8月19日）
- SW：村松明
- CAM：横田将宏
- 照明：木村弥史
- TK：藤井ひと美（2023年3月25日）、山沢啓子（2023年8月19日）
- ECG：宮前芳恵（2023年3月25日）、齋藤さやか（2023年8月19日）
- MA：眞坂聡美（スタジオヴェルト）
- CG：キャニットG（2022年9月3日-12月）
- 技術協力：河童隊、秋山メカステージ、プレゼンス・クルー、ミヤギテレビサービス、スウィッシュ・ジャパン、プログレッソ、BIGVOICE、ケイエヌビィ・イー、バーツプロダクション、ハニービーワークス
- 協力：ジャニーズ事務所
- AD：芝崎正旁、布施磨依、金澤濡、小高高志、山本翔斗、佐藤梨奈、森井恒成、寛平凪沙、江幡風花、藤田安希、升野太誠、戸澤悠一、安達裕美、山本雄暉、河崎千佳子、久保木由登、加藤百夏、阿比留ほのほ
- ディレクター：金光豪・小田葉月・五十棲崇之（いまじん）、齊藤直人、増田雄太・渡辺春佳・須原翔（日本テレビ）、伊澤洋介（てっぱん）、早田翔、斉藤芳之、佐川陽亮、高橋左和巳（スーパーレフト）、財津猛、新井章司、武部礼 / 椎橋隼斗、松本実咲、加納侑哉、金銅佑樹、松本花野、井上実祈、笠原健太、成田駿、山根寛和、鈴木遥香、阿部一樹、高橋知也、樋口陽介、金沢優汰【週替り】（松本実・加納・松本花・井上・成田・山根・鈴木遥→2021年9月まではAD、椎橋→2021年10月9日-、松本実→2021年10月16日-、笠原→2021年11月6日-、阿部→2022年2月26日-、高橋知→2022年4月30日-、武部・樋口・金沢→2022年5月14日-、小田・五十棲・須原・新井以降→2022年12月まで）
- AP：三上由貴、加藤彩華
- チーフディレクター：菅沼修平
- チーフ／ディレクター：前川瞳美（日本テレビ）、川俣和也（てっぱん）
- プロデューサー：宮崎慶洋・國谷茉莉（日本テレビ）、中條直子（DAYDREAM）、吉田一浩（モスキート）/ 久石悠子（いまじん、2021年9月までは週替りAP）
- チーフプロデューサー：江成真二（日本テレビ）
- 制作協力：DAYDREAM

### 復活特番
- 企画・演出：古立善之（日本テレビ）
- ナレーター：朝倉崇
- 構成：桜井慎一、木南広明
- 美術(第5回)：高野泰人（第5回）
- デザイン(第5回)：北村春美（第5回）
- 電飾(第5回)：池田大介（第5回）
- 大道具(第5回)：竹村頼（第5回）
- 小道具(第5回)：米山幸市（第5回、テレフィット）
- モニター(第5回)：ジャパンテレビ（第5回）
- TM(第5回)：大越克人（第5回、日本テレビ）
- SW(第5回)：渡邉滋雄（第5回）
- CAM(第5回)：伊藤孝浩（第5回）
- VE(第5回)：笈川太（第5回）
- CG：森三平
- 照明(第5回)：小川勉（第5回）
- 美術協力：日テレアート
- ロケカメラ(第5回)：門倉秀樹（第2,3回はカメラ）
- 音効：保苅智子（bulbulbird）、西谷香澄（西谷→第5回）
- TK：木下渚
- 編集：佐藤弘一（スタジオヴェルト）
- MA：丸山輝幸（スタジオヴェルト）
- デスク：津下佳子
- スタイリスト：櫻井賢之
- 技術協力：NiTRO、ヌーベルバーグ（Ni・ヌーベル→第5回）、東京オフラインセンター
- 写真協力(第4回-)：アフロ（第4回-、第3回は協力）、AP（第5回）、毎日新聞社、イメージマート（第4回-、第3回は協力）
- 映像提供(第5回)：志摩観光ホテル、ミキモト真珠島（共に第5回）
- ディレクター：則武有希子（第3回-）/ 富田直也（第1,3回-）
- チーフディレクター：尾之上祐太（モスキート、第1-3,5回、第4回はディレクター）
- プロデューサー：岩崎小夜子（日本テレビ、第2回-）/ 影山幸子・海老名和香・平山美由紀（モスキート、海老名→第1,2,4回-）、古賀絢子
- チーフプロデューサー：島田総一郎（日本テレビ、第2回-）
- 制作協力：モスキート
- 製作著作：日テレ

### 過去のスタッフ
- カメラ(第2-4回)：千葉譲司（第4回）
- 技術協力：ゼータ（第1回）、コスモスペース（第2回）、KJ（第2,3回）、エーティシー（第4回）
- 音声(第2回)：西出康貴（第2回）
- 音効：鶴巻香奈（bulbulbird、第1-4回）
- 撮影協力(第3回)：宮島ロープウェー（第3回）
- 協力(第3回)：AFP、ユーキャン（共に第3回）
- 写真協力(第4回-)：佐賀県、ロイター、PIXTA（共に第4回、ロイター→第3回は協力）
- 映像協力(第4回)：国営吉野ヶ里歴史公園（第4回）
- ディレクター：木下誠（モスキート、第1,2回）/ 坪井友成（第1,2回）、高橋果歩（第3回）、千葉陸人（第3回）、濱垣和也（第4回）
- チーフディレクター：石﨑史郎（日本テレビ、第1回）、渡辺邦宏（日本テレビ、第4回）
- プロデューサー：杉山直樹（日本テレビ、第1回）、
- チーフプロデューサー：遠藤正累（日本テレビ、第1回）